# Corticeiro de Cima
Corticeiro de Cima is een plaats (freguesia) in de Portugese gemeente Cantanhede en telt 858 inwoners (2001).